# Justin Sullivan
 (juillet 2021).
Justin Sullivan (8 avril 1956 à Jordans, Buckinghamshire, Angleterre) est un musicien britannique.

## Biographie
Justin Sullivan est le chanteur et le guitariste leader du groupe de rock New Model Army. C'est dans sa ville natale qu'il rencontre Stuart Morrow en 1979, puis Robert Heaton en 1982.
Le nom de New Model Army provient de l'armée fondé par Oliver Cromwell au XVIIe siècle.
New Model Army enchaîne les succès de 1984 à 1989 grâce aux albums "Vengeance", "No rest for the wicked", "The ghost of cain" et "Thunder and consolation".
En 1990, le groupe se sépare de Jason Harris mais Justin Sullivan est toujours aux commandes. Il sort même un best-of en 1991. Puis "The love of hopeless causes", "B sides and abandonned tracks", "Strange Brotherhood", "Nobody else", "All of this", "Eight", "Lost songs", "Great expectations", "Tales of the road", "Carnival" et "High".
En 2003, il sort un album solo : "Navigating By the Stars".
Justin Sullivan vit à Paris avec sa compagne française.